# Olympische Sommerspiele 2020/Schwimmen – 800 m Freistil (Männer)
Der Schwimmwettkampf über 800 Meter Freistil der Männer bei den Olympischen Spielen 2020 war der erste in der olympischen Geschichte. Dieser wurde vom 27. bis 29. Juli 2021 im Tokyo Aquatics Centre ausgetragen.

## Rekorde
Vor Beginn der Olympischen Spiele waren folgende Rekorde gültig.
| Weltrekord         | Zhang Lin                                   | 7:32,12 min                                 | Rom, Italien                                | 29. Juli 2009                               |
| Olympischer Rekord | bisher nicht Teil des olympischen Programms | bisher nicht Teil des olympischen Programms | bisher nicht Teil des olympischen Programms | bisher nicht Teil des olympischen Programms |

Während der Olympischen Spiele wurde folgender Rekord neu aufgestellt:
| Olympischer Rekord | Mychajlo Romantschuk | 7:41,28 min | Tokio, Japan | 27. Juli 2021 |

## Ergebnisse

### Vorlauf 1
27. Juli 2021
| Platz | Name             | Nation      | Zeit        |
| ----- | ---------------- | ----------- | ----------- |
| 1     | Victor Johansson | Schweden    | 7:49,14 min |
| 2     | Marcelo Acosta   | El Salvador | 8:03,01 min |
| 3     | Martin Bau       | Slowenien   | 8:04,79 min |

### Vorlauf 2
27. Juli 2021
| Platz | Name             | Nation       | Zeit        | Anmerkung |
| ----- | ---------------- | ------------ | ----------- | --------- |
| 1     | Zac Reid         | Neuseeland   | 7:53,06 min | NR        |
| 2     | Nguyễn Huy Hoàng | Vietnam      | 7:54,16 min |           |
| 3     | Ákos Kalmár      | Ungarn       | 7:55,85 min |           |
| 4     | José Lopes       | Portugal     | 7:56,15 min |           |
| 5     | Dimitrios Markos | Griechenland | 7:58,68 min |           |
| 6     | Cheng Long       | China        | 7:58,71 min |           |
| 7     | Vuk Čelić        | Serbien      | 8:04,85 min |           |

### Vorlauf 3
27. Juli 2021
| Platz | Name                    | Nation         | Zeit        | Anmerkung |
| ----- | ----------------------- | -------------- | ----------- | --------- |
| 1     | Daniel Wiffen           | Irland         | 7:51,65 min |           |
| 2     | Alfonso Mestre          | Venezuela      | 7:52,07 min |           |
| 3     | Marwan El-Kamash        | Ägypten        | 7:52,76 min |           |
| 4     | Alexander Nørgaard      | Dänemark       | 7:53,50 min |           |
| 5     | Yiğit Aslan             | Türkei         | 7:56,18 min |           |
| 6     | Kieran Bird             | Großbritannien | 7:57,53 min |           |
| 7     | Ilja Druschinin         | ROC            | 8:01,47 min |           |
|       | Konstantinos Englezakis | Griechenland   | DNS         | DNS       |

### Vorlauf 4
27. Juli 2021
| Platz | Name                 | Nation      | Zeit        | Anmerkung |
| ----- | -------------------- | ----------- | ----------- | --------- |
| 1     | Mychajlo Romantschuk | Ukraine     | 7:41,28 min | NR        |
| 2     | Florian Wellbrock    | Deutschland | 7:41,77 min | NR        |
| 3     | Robert Finke         | USA         | 7:42,72 min | NR        |
| 4     | Serhij Frolow        | Ukraine     | 7:47,67 min |           |
| 5     | Henrik Christiansen  | Norwegen    | 7:48,37 min |           |
| 6     | Ahmed Hafnaoui       | Tunesien    | 7:49,14 min |           |
| 7     | Michael Brinegar     | USA         | 7:53,00 min |           |
| 8     | Anton Ipsen          | Dänemark    | 7:54,98 min |           |

### Vorlauf 5
27. Juli 2021
| Platz | Name                 | Nation     | Zeit        | Anmerkung |
| ----- | -------------------- | ---------- | ----------- | --------- |
| 1     | Felix Auböck         | Österreich | 7:45,73 min | NR        |
| 2     | Guilherme Costa      | Brasilien  | 7:46,09 min | AR        |
| 3     | Jack McLoughlin      | Australien | 7:46,94 min |           |
| 4     | Gregorio Paltrinieri | Italien    | 7:47,73 min |           |
| 5     | Gabriele Detti       | Italien    | 7:49,47 min |           |
| 6     | Alexander Jegorow    | ROC        | 7:49,97 min |           |
| 7     | Jan Micka            | Tschechien | 7:59,04 min |           |
| 8     | David Aubry          | Frankreich | 8:00,16 min |           |

### Finale
29. Juli 2021
| Platz | Name                 | Nation      | Zeit        | Anmerkung |
| ----- | -------------------- | ----------- | ----------- | --------- |
| 1     | Robert Finke         | USA         | 7:41,87 min | NR        |
| 2     | Gregorio Paltrinieri | Italien     | 7:42,11 min |           |
| 3     | Mychajlo Romantschuk | Ukraine     | 7:42,33 min |           |
| 4     | Florian Wellbrock    | Deutschland | 7:42,68 min |           |
| 5     | Jack McLoughlin      | Australien  | 7:45,00 min |           |
| 6     | Serhij Frolow        | Ukraine     | 7:45,11 min |           |
| 7     | Felix Auböck         | Österreich  | 7:49,14 min |           |
| 8     | Guilherme Costa      | Brasilien   | 7:53,31 min |           |